# Arthur Goetting
Arthur Carl Claudius Goetting (* 10. November 1899 in Preetz; † 4. April 1975 in Göttingen) war ein deutscher Maler, Grafiker, Bildhauer und Zeichenlehrer.

## Leben
Goetting war der Sohn des Gastwirts Magnus Goetting und dessen Frau Meta, geb. Tiedje. 
1921 trat er mit einer ersten künstlerischen Veröffentlichung hervor: Er entwarf Notgeldscheine für Norddorf auf Amrum, für Preetz und für Leer in Ostfriesland. In den folgenden Jahren wurde Goetting an der Handwerker- und Kunstgewerbeschule in Kiel beim Bildhauer Franz Blazek ausgebildet und legte 1927 das Zeichenlehrer- und 1929 das Werklehrerexamen ab. 
Seit 1927 arbeitete Goetting als Zeichen- und Werklehrer am Reform-Realgymnasium in Eckernförde. Dort wurde er 1929 zum Oberschullehrer befördert. Im selben Jahr heiratete er die Kunstgewerblerin Klara Kaufmann. Da Goetting sich von seiner jüdischen Ehefrau nicht trennte, wurde er 1937 in den Ruhestand versetzt. 
Mit ihr ging er nach Göttingen, wo er im Haus seiner verwitweten Schwiegermutter Unterschlupf fand. Goetting musste in der Rüstungsindustrie arbeiten, seine Schwiegermutter wurde nach Theresienstadt deportiert und dort 1943 ermordet, ihr Haus wurde 1944 an die Stadt Göttingen übertragen und 1951 rückerstattet.
Nach dem Ende der nationalsozialistischen Herrschaft arbeitete Goetting als Dozent an der Volkshochschule Göttingen und betrieb eine Keramik-Werkstatt. Einige seiner Werke befinden sich in Museen in Eckernförde und Kiel.
Das Ehepaar Goetting wurde auf dem Göttinger Stadtfriedhof beigesetzt, die Grabstelle ist eingeebnet.

## Werk
- Porträt einer Frau im gelben Kleid, um 1923
- Bühnenentwurf zu Friedrich Hebbels Drama "Gyges und sein Ring", um 1925
- Porträt einer Frau, 1927
- Selbstporträt, 1927
- Grabstein der Eltern, 1929
- Gefion Brunnen in Eckernförde, 1934
- Goldenes Buch der Stadt Eckernförde, 1936